# Clonophis kirtlandii
Clonophis kirtlandii е вид змия от семейство Смокообразни (Colubridae). Видът е почти застрашен от изчезване.

## Разпространение
Разпространен е в САЩ.

## Описание
Продължителността им на живот е около 8,4 години. Популацията на вида е намаляваща.